# Старобельский лагерь военнопленных

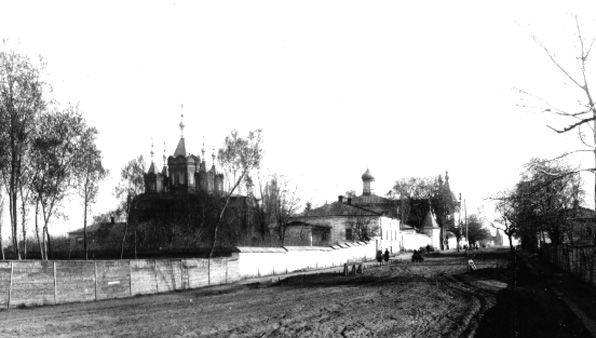
Женский монастырь «Всех скорбящих радости», Старобельск

Старобе́льский ла́герь — советский лагерь для содержания польских военнопленных и интернированных, располагавшийся в городе Старобельске, Ворошиловградской области, УССР, на территории бывшего (и нынешнего) женского монастыря «Всех скорбящих радости».

## История
Лагерь для содержания польских военнопленных и интернированных был создан 19 сентября 1939 года приказом Народного комиссара внутренних дел СССР № 0308 в составе Управления по делам военнопленных и интернированных (УПВИ) при НКВД СССР в числе 8 организованных лагерей для содержания польских военнопленных и интернированных (также были созданы Осташковский, Юхновский, Козельский, Путивльский, Козельщанский, Южский и Оранский). Начальником управления был назначен майор Пётр Сопруненко.
Согласно тому же приказу, первым начальником лагеря был утверждён капитан госбезопасности Александр Георгиевич Бережков, комиссаром — батальонный комиссар М. М. Киршин.
Лагерь расположился на территории закрытого в 1920-х годах женского монастыря Русской Православной Церкви в честь иконы Матери Божией «Всех скорбящих радость».
Наружную охрану лагеря осуществлял 230-й конвойный полк.
В лагере содержался офицерский состав в количестве 4000 человек. По данным «Записки» председателя КГБ СССР А. Н. Шелепина, направленной в 1959 году Н. С. Хрущёву, 3820 военнопленных лагеря были расстреляны в 1940 году.

Польское кладбище в Сосновом Бору на Чмировке
Открытие мемориальной доски польским офицерам